# Rue des Pyrénées
Pour les articles homonymes, voir Rue des Pyrénées (Toulouse).
La rue des Pyrénées est une rue plantée d'arbres dans le 20e arrondissement de Paris, qui traverse les quartiers de Belleville, du Père-Lachaise et de Charonne. Avec 401 numéros, il s'agit de la deuxième plus longue rue de la capitale après la rue de Vaugirard.

## Situation et accès
La rue des Pyrénées est une voie publique située dans le 20e arrondissement de Paris. Elle part du cours de Vincennes et monte vers le nord-nord-ouest, d'abord en pente douce puis en pente plus accentuée. Elle traverse principalement les carrefours formés avec la rue d'Avron, la rue de Bagnolet, puis la place Gambetta et la rue de Ménilmontant. Elle se termine au croisement avec la rue de Belleville.
Elle a une longueur de 3 515 mètres, ce qui fait d’elle de la deuxième plus grande rue de Paris après la rue de Vaugirard. Sur la rue de Pyrénées, se répartissent 401 numéros d'immeubles. Sa largeur varie entre 25 m au niveau des rues de Lagny et de la Plaine et 48 m à son débouché sur le cours de Vincennes.
Ce site est desservi par les stations de métro Porte de Vincennes, Maraîchers, Gambetta, Jourdain (à proximité) et Pyrénées.

## Origine du nom
Son nom est inspiré de la chaîne de montagnes des Pyrénées, située entre la France et l'Espagne.
Le boulevard des Pyrénées à Pau (Pyrénées-Atlantiques) est un autre odonyme dont le nom a la même origine.

## Historique

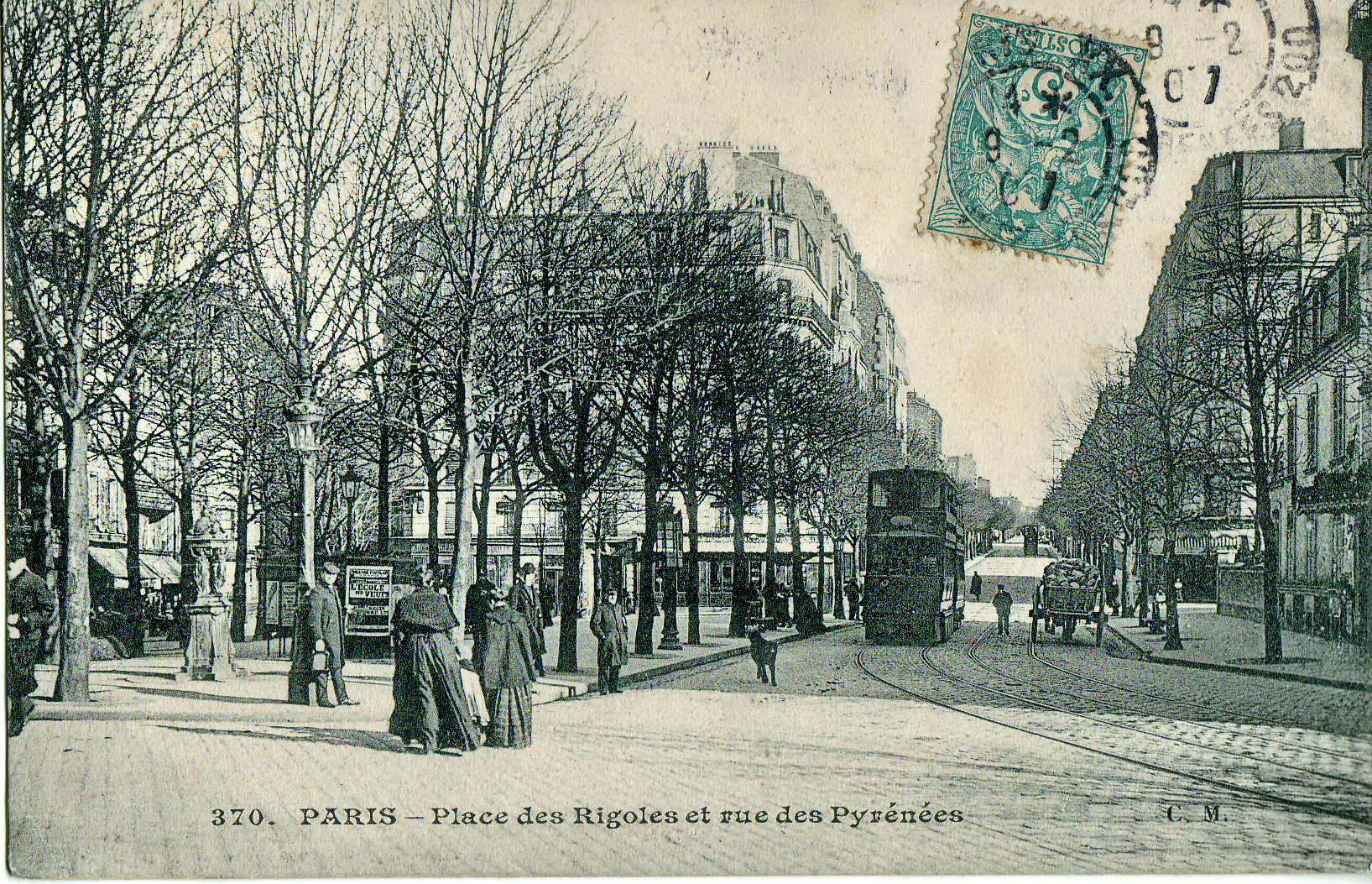
La rue des Pyrénées au tout début du XXe siècle. Le tramway est l'ancêtre de la ligne de bus 26 de la RATP.

Cette voie est ouverte par un décret du 28 juillet 1862 en absorbant une partie de la rue de Puebla, dont l'avenue Simon-Bolivar et une partie de l'avenue Secrétan en sont d'autres vestiges. 
Dans le quartier de Charonne, elle traverse le terrain de l'ancien parc du château de Charonne qui s'étendait, au nord de l'église Saint-Blaise, de la rue des Prairies au cimetière du Père Lachaise à l'angle de la rue de la Réunion et supprime le tronçon nord de la rue de Fontarabie qui rejoignait, avant son ouverture, la rue Saint-Blaise. 
Elle porte son nom actuel par un arrêté 1er février 1877.

## Bâtiments remarquables et lieux de mémoire
- Nos 2-16 : le lycée Hélène-Boucher borde la rue des Pyrénées à son début. Entrée principale cours de Vincennes.
- No 5 : église Saint-Gabriel.

Immeuble « Le Garance » 18-20 rue des Pyrénées.

- No 18 : dépôt de bus Lagny de la RATP, reconstruit en sous-sol en 2012-2015.
- No 20 : immeuble Le Garance, construit entre 2012 et 2015, livré en août 2015, couvrant 11 197 m2 au sol : 29 840 m2 de bureaux, un collège (9 classes), une crèche (66 places), un dépôt de bus (184 véhicules) et un jardin privatif de 2 600 m2. Coût global : 180 M€ HT. Le ministère de l'Intérieur y a installé sur 26 000 m2 quatre de ses directions et trois services regroupant 1 400 agents. L'inauguration a lieu le 12 janvier 2016 par Bernard Cazeneuve, ministre de l'Intérieur. L'architecte est Brigitte Métra[2].
- No 40 : école élémentaire et collège Lucie-Faure.
- No 70 : ancien Splendid Cinéma (Alhambra) entre 1907 et 1924[3].
- No 84 : Direction générale de l'Aviation civile.
- No 97 : école maternelle.
- No 111 : ancien cinéma Prado (Stella Palace, Le Un Franc Ciné), entre 1937 et 1958[3],[4].
- No 165 : square Henri-Karcher, petit et escarpé, pittoresque avec son escalier rustique serpentant jusqu'au sommet de la butte adossée au Père-Lachaise.
- No 185 : église protestante de Béthanie, fondée par le pasteur Sully Lombard en 1904 et membre de l'Église protestante unie de France.
- No 190 : ancien dispensaire Jouye-Rouve-Taniès, construit en 1903-1904[5] par l'architecte Louis Bonnier pour soigner les « maladies de la poitrine » (dont la tuberculose). L'édifice est inscrit sur la liste des Protections de la ville de Paris[6].
- No 234 : la planque de Jean-Marc Rouillan et Nathalie Ménigon, recherchés pour leur appartenance au groupe Action directe, est découverte par la police le 27 mars 1980[7].
- Nos 242-244 : passage des Soupirs, perché au sommet d'une volée d'escaliers, étroit et pavé, c'est un passage typique de Ménilmontant.
- No 245 : emplacement de la fontaine marchande du Père-Lachaise[8]. Lieu de naissance de Marcel Étévé.

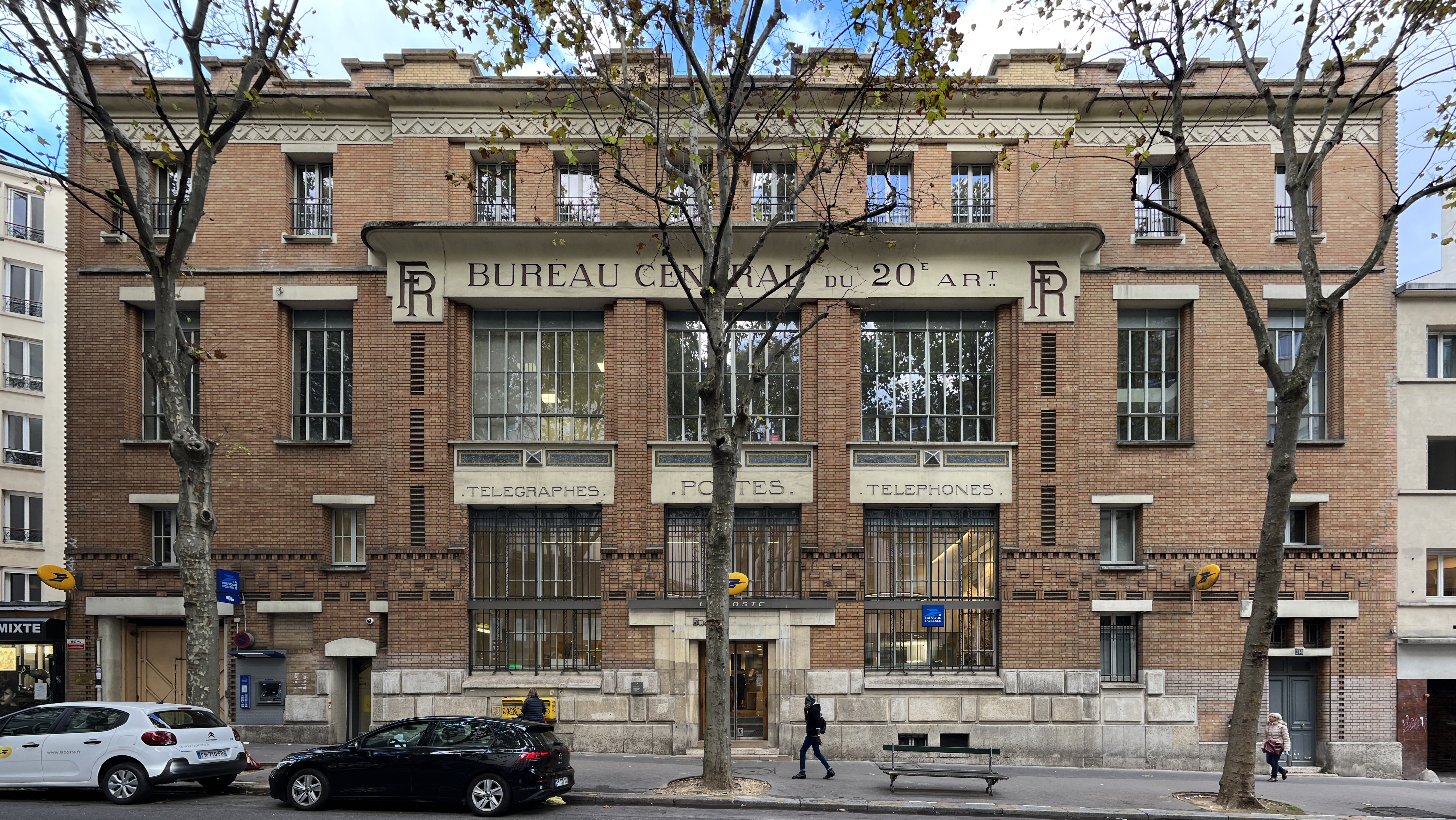
Poste.

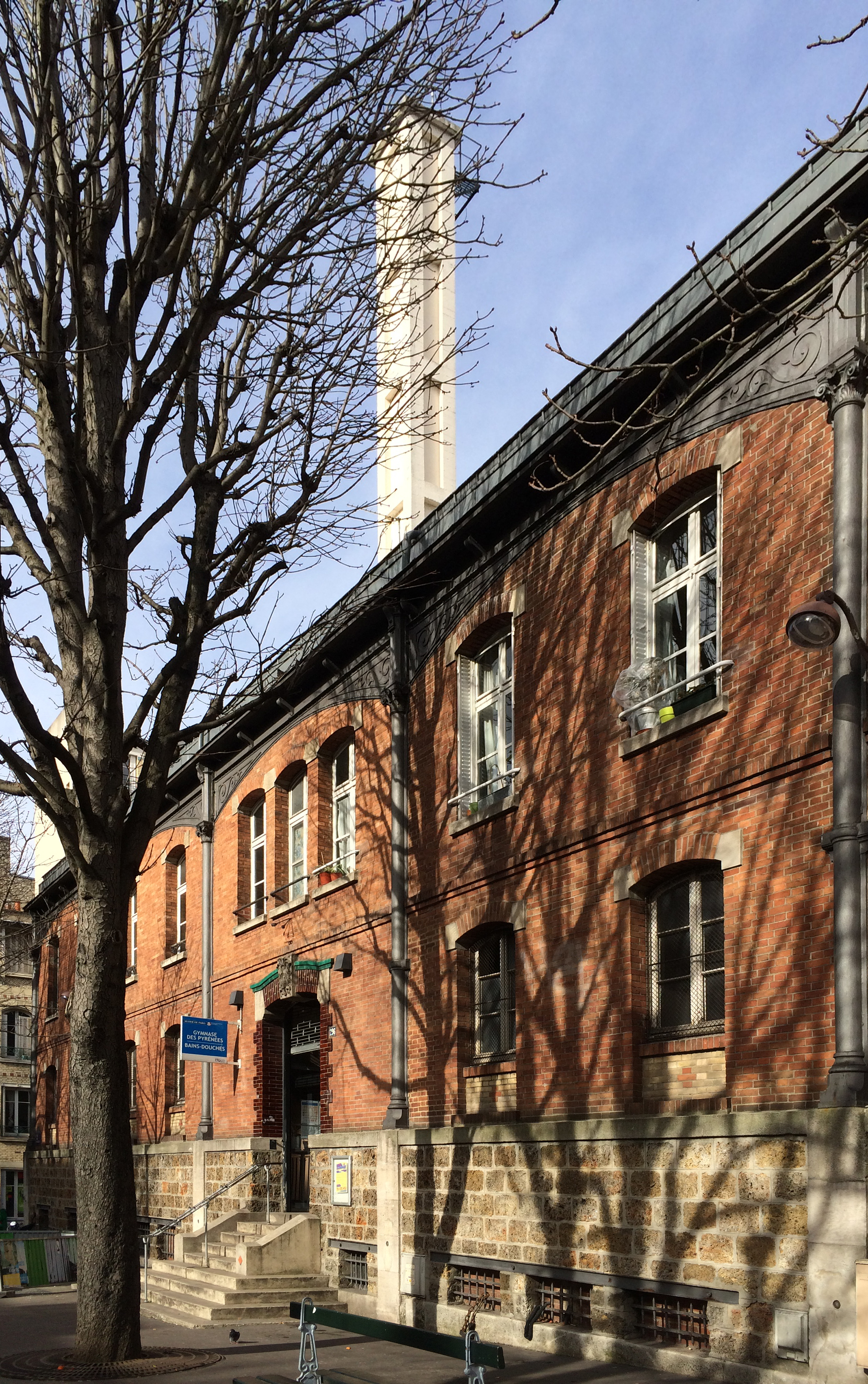
Gymnase.

- Nos 248-250 : bureau central des Postes, édifice représentatif de l'architecture des années 1930 construit par Paul Bessine en 1934[9]. À l'intérieur figurent deux sujets en céramiques de Sèvres réalisés par Ossip Zadkine, commandés en 1935[10].
Dans le bâtiment, plaque commémorative en hommage à Marie-Thérèse Fleury, posée en 1988.
- No 268 : 68 communards sont tués le 28 mai 1871, lors de la Semaine sanglante, sur une barricade immortalisée par une célèbre photo[7]. Un exemplaire de cette photographie anonyme, intitulée La Barricade du boulevard Puebla, est conservée au musée d'art et d'histoire de Saint-Denis (Seine-Saint-Denis)[11].
- No 272 : cinéma Pyrénées Palace (Cinéma Park), entre 1912 et 1965[3].
- No 277 : cinéma Familia Variétes (Familia Concert, Poloche), entre 1911 et 1926[3].
- Nos 291-293 : école élémentaire publique.
- Nos 292-294 : place du Guignier. Autrefois impasse du Guignier, elle est devenue avec l'ouverture de la rue des Pyrénées une petite place triangulaire charmante et villageoise, bordée de petites maisons. Des arbres, un banc, un réverbère à l'ancienne meublent la place, ainsi qu'un remarquable édicule en pierre des Égouts de Paris, récemment restauré.
- No 296 : gymnase et bains-douches des Pyrénées.
Le bâtiment, une halle métallique avec meulière et brique, est réalisé par l'architecte Auguste Magne en 1876. Il s'agit à l'origine d'un marché, transformé en bains-douches en 1901-1904. S'y installent également un garage municipal et un artisan peintre en décors de théâtre, puis un gymnase municipal[12],[13].
- Nos 298-300 : immeuble de rapport formant un angle, construit en 1911 par l'architecte Constant Coursimault.
- Nos 313-315 : la villa de l'Ermitage et la cité Leroy.
- No 328 : appartement des parents du futur chanteur Gilbert Montagné, où il naît prématurément en 1951[14].
- No 331 : cinéma Trianon, entre 1910 et 1912[3].
- No 354 : collège Françoise-Dolto. Quelques-uns de ses élèves ont tourné dans Entre les murs, film de Laurent Cantet, Palme d'or au Festival de Cannes 2008.
- No 373, au croisement avec la rue Levert : cinéma Parisiana-Cinéma, créé en 1908, comptant 400 places. Dans les années 1930, il est renommé Florida. Il ferme en 1969[15].